# Bandeira da Inglaterra
A bandeira da Inglaterra é derivada da Cruz de São Jorge (brasão heráldico: Argent, a cross gules). A associação da cruz vermelha como emblema da Inglaterra pode ser rastreada até o final da Idade Média, quando foi gradualmente, cada vez mais, usada ao lado da bandeira real. Tornou-se a única bandeira de santo permitida a ser hasteada em público como parte da Reforma Inglesa e, ao mesmo tempo, tornou-se a bandeira marítima preeminente conhecida como bandeira branca. Foi usada como componente no projeto da Union Jack em 1606.

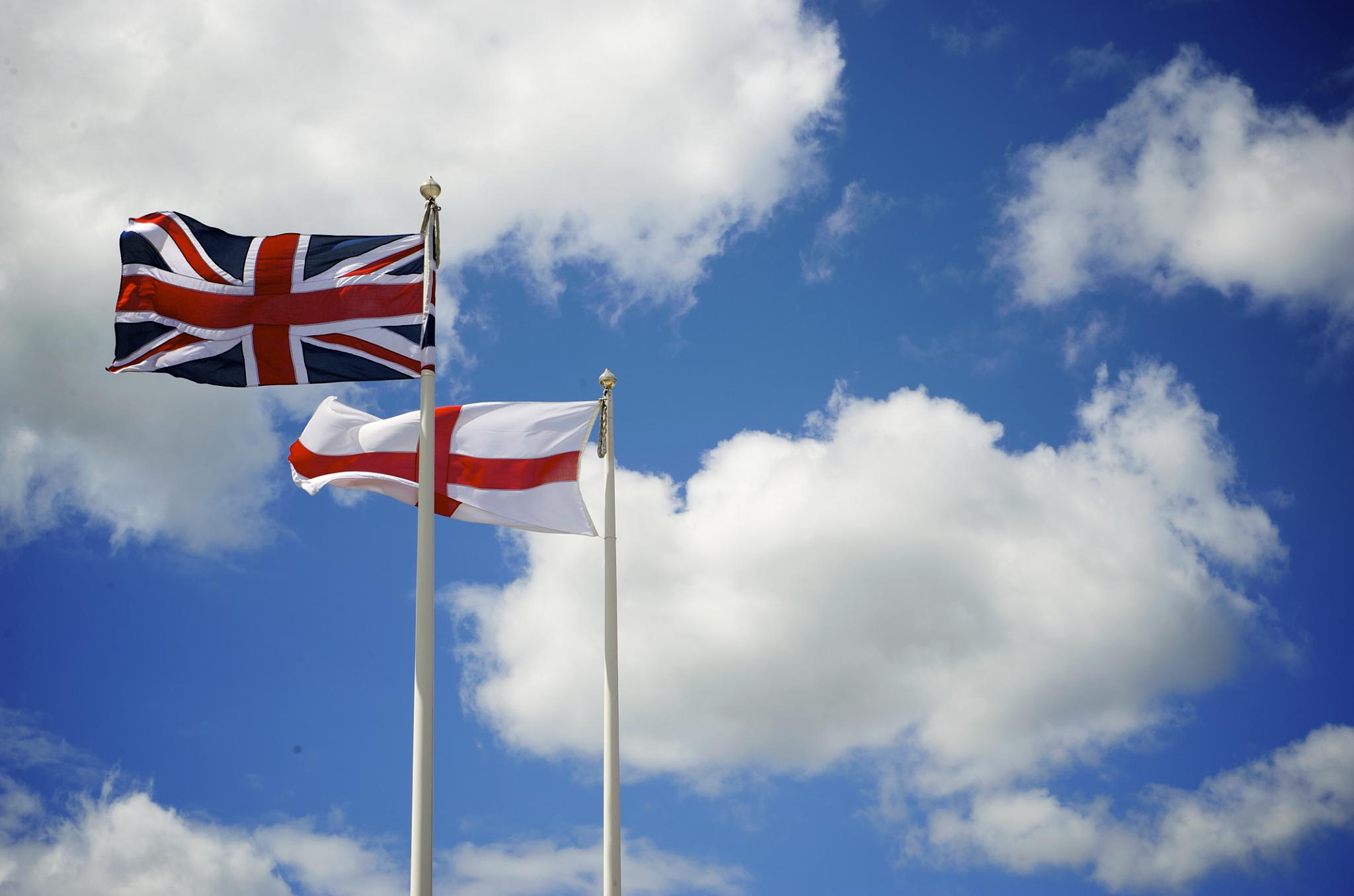
A bandeira da Inglaterra tremulando ao lado da Bandeira do Reino Unido in Southsea, Portsmouth, em julho de 2008

Ela tem sido amplamente utilizada desde a década de 1990, especificamente em eventos esportivos nacionais, especialmente durante as campanhas das seleções nacionais de futebol da Inglaterra.

## Bandeiras derivadas

### Bandeira da União
A bandeira da Inglaterra é um dos principais componentes da bandeira da União. A bandeira da União tem sido usada em uma variedade de formas desde a proclamação pelo Orders in Council 1606, quando as bandeiras da Escócia e da Inglaterra foram fundidas pela primeira vez para simbolizar a União das Coroas. (A União das Coroas ocorreu em 1603). Na Escócia, e em particular em navios escoceses no mar, evidências históricas sugerem que um desenho separado da bandeira da União foi usado na Inglaterra. Nos Atos de União de 1707, que uniam o Reino da Escócia e o Reino da Inglaterra para se tornar o Reino da Grã-Bretanha, foi declarado que "as Cruzes de São Jorge e Santo André sejam unidas, da maneira que Sua Majestade achar adequado, e usadas em todas as bandeiras, banners, estandartes e insígnias, tanto no mar quanto na Terra."
A partir de 1801, para simbolizar a união do Reino da Grã-Bretanha com o Reino da Irlanda, um novo desenho que incluía a Cruz de São Patrício foi adotado para a bandeira do Reino Unido da Grã-Bretanha e Irlanda. A bandeira do Reino Unido, tendo permanecido inalterada após a partição da Irlanda em 1921 e a criação do Estado Livre Irlandês e da Irlanda do Norte, continua a ser usada como bandeira do Reino Unido da Grã-Bretanha e Irlanda do Norte

A Cruz de São Jorge. Na bandeira da União, isso representa todo o Reino da Inglaterra, incluindo o País de Gales.
A versão inglesa da Primeira Bandeira da União, 1606, usada principalmente na Inglaterra e, a partir de 1707, a bandeira do Reino da Grã-Bretanha.
A versão escocesa da Primeira Bandeira da União teve uso limitado na Escócia de 1606 a 1707, após a União das Coroas.
A Segunda Bandeira da União, 1801, incorporando a Cruz de São Patrício, seguindo a União da Grã-Bretanha e Reino da Irlanda.

### Cidade de Londres

Bandeira de Londres

A bandeira branca do Reino Unido, consistindo na bandeira de São Jorge, desfigurada com a bandeira da União no primeiro trimestre

A bandeira da cidade de Londres é baseada na bandeira inglesa, tendo uma cruz de São Jorge centrada em um fundo branco, com uma espada vermelha no cantão da talha superior (o quarto superior esquerdo). Acredita-se que a espada represente a espada que decapitou São Paulo, que é o santo padroeiro da cidade.

### Marinha Real
A bandeira usada pela Marinha Real Britânica (o White Ensign) também é baseada na bandeira da Inglaterra, consistindo na Cruz de São Jorge e uma bandeira da União no cantão. Além do Reino Unido, vários países da Comunidade das Nações também têm variantes da Bandeira Branca com suas próprias bandeiras nacionais no cantão, com a Cruz de São Jorge às vezes sendo substituída por um distintivo naval.